# إيفا سورينسن
إيفا سورينسن (بالدنماركية: Eva Sørensen)‏ هي نحّاتة دنماركية، ولدت في 12 فبراير 1940، في هرنينغ في الدنمارك.